# Fototerapia

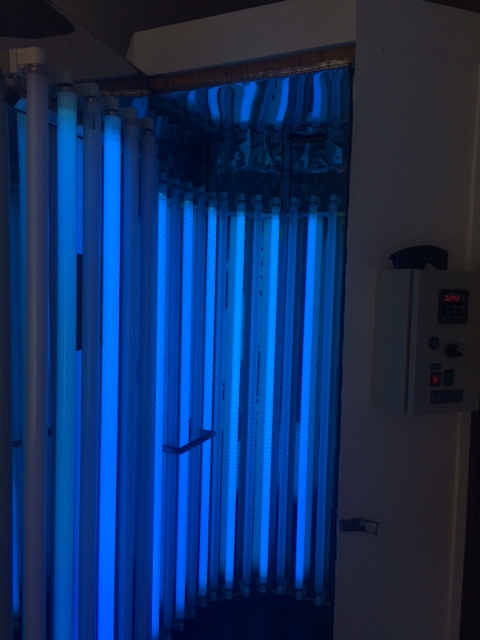
Cabine de Fototerapia

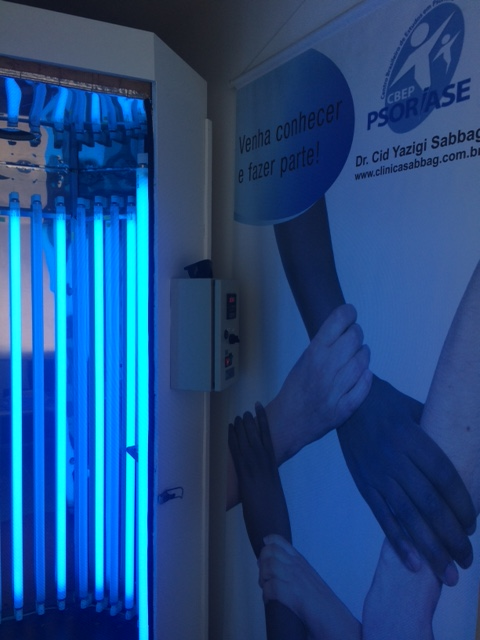
Ultravioleta tipo UVB ou tipo UVA

Este artigo é sobre fototerapia, que consiste em um tratamento baseado na interação da irradiação eletromagnética da luz com os tecidos biológicos. Na fototerapia são empregados Lasers e LED que são aparelhos capazes de emitir luz (com um comprimento específico). A fototerapia é muito utilizada na medicina, na Enfermagem, Odontologia, fisioterapia e até pelos profissionais do esporte (educadores físicos) que buscam o tratamento da fadiga muscular.
A Fototerapia consiste na utilização da luz para fins terapêuticos. Diversas áreas utilizam esse método não invasivo para o realizar o tratamento de diversas patologias, muitas vezes a fototerapia é empregada associada a outros tipos de terapia.
A interação da Luz com o tecido biológicos se dão por meio dos Fótons que são pequenas pacotes de energias, mas que não carregam matéria, esse fótons são os constituintes da Luz.
Atualmente a Fototerapia vem sendo empregados na área da saúde (Medicina, odontologia, fisioterapia e etc.) de forma terapêutica, já que vários estudos descrevem o efeito positivo da Fototerapia (Laser e LED) em diversas áreas, bem com na reparação tecidual, aumento da microcirculação superficial, na diminuição da dor e inflamação, na recuperação muscular e até na prevenção da fadiga muscular. Todos esses efeitos positivos observados em vários estudos só é possível devido à interação da luz do laser com os tecidos biológicos. Quando a luz do Laser atinge o tecido biológico, é possível observar a presença de algumas propriedades ópticas: transmissão, espelhamento, absorção e a reflexão.
Transmissão é a parte da luz transmitida por meio do tecido sem atenuação de sua irradiação.
Espalhamento consiste na difusão da luz nos tecidos adjacentes.
Absorção é a propriedade que define a absorção da luz pelo tecido as moléculas com possuem afinidade com determinado comprimento de onda.
Reflexão é a perda de parte da luz para fora do tecido, devido à reflexão do tecido biológico, geralmente a reflexão do raio incidente acontece com o mesmo ângulo de incidência.

## Absorção da Luz pelo Tecido Biológico
A luz é absorvida pelos cromóforos que são células ou moléculas que possui afinidade com determinado comprimento de onda. Um exemplo é a molécula de H2O que possui uma afinidade com o Laser de CO2, propriedade que permite que esses lasers seja usado na cirurgia oral.
Na célula a Absorção ocorre na mitocôndrica, graças o citocromo c oxidase que absorve os fótons. Com o maior nível energético disponível há um aumento da síntese de ATP, o que resulta no aumento do metabolismo celular. Esse aumento no metabolismo celular possibilita uma melhor resposta celular.
Os tecidos biológicos são constituídos em sua maioria  por água (H2O), elementos celulares, fluidos teciduais e etc. Essa grande variedade de moléculas é responsável pela diferença do grau de penetração e absorção da luz nos tecidos. . Por exemplo, a absorção da água predomina para comprimentos de onda superiores a 1.000nm. Já absorção da hemoglobina predomina para o comprimento de onda de 578 nm aproximadamente.
O conhecimento sobre a interação da luz com os tecidos biológicos é de grande importância, pois auxilia o cirurgião-dentista, e os demais profissionais da área da saúde, na escolha do equipamento e no comprimento de onda mais indicado para o tratamento proposto.

## Efeito Clínico
A Fototerapia tem demostrado efeitos positivos:
- na diminuição da dor e da inflamação,
- no processo de cicatrização,
- no aumento da circulação,
- no aumento do tempo para o músculo entrar em processo de fadiga
- na recuperação muscular

A preconização de doses e respectiva quantidade de pontos de aplicação, para as mais diversas situações clínicas, podem ser encontradas no site da Word Association for Laser Therapy (Associação Mundial de Laserterapia), pelo endereçohttp://waltza.co.za/.

## Fototerapia na Odontologia
Na odontologia a fototerapia é empregado no alívio da dor, na reparação tecidual e na redução de edema.
No alívio da dor, a Fototerapia pode   ser empregado em casos de:
- hipersensibilidade dentinária,
- dores de origem pulpar,
- dores nevrálgicas,
- dores em tecido mole,
- mialgias,
- dores do pré e pós – operatório,
- entre outras aplicações.

Na reparação tecidual podemos observar a foto estimulação nos  seguintes casos:
- condições de necrose pulpar
- após tratamento endodôntico do elemento dental acometido,
- nos casos de lesões traumática
- entre outros

No pós-operatório a fototerapia também  é indicada para reduzir o edema causado pelo processo cirúrgico.

## LaserxLED
O termo laser é um acrônimo para Light Amplification by Stimulated Emission of Radiation (amplificação da luz através de emissão estimulada de radiação). O laser se diferencia da luz convencional por apresentar características como coerência, colimação e monocromaticidade. Os princípios básicos do laser foram esboçados pelo físico alemão Albert Einstein. Em 1960 Theodore Maiman, conseguiu o primeiro disparo de luz, utilizando cristais de rubi para produzir uma luz vermelha com um comprimento de onda de 694 nm. Por volta de 1961, foi realizada a primeira cirurgia a laser utilizando o laser de CO2, e em 1962 foi desenvolvido o primeiro laser semicondutor. Em  radiação do laser foi aplicada às práticas terapêuticas e nesse mesmo ano Stern e Sognnaes utilizaram o laser pela primeira vez na odontologia.
Já o termo LED (Light Emitting Diode) significa  diodo emissor de luz. O led não apresenta colimação e coerência espacial e temporal como o laser, pois não possui uma cavidade óptica.

### Fototerapia na Dermatologia
A fototerapia é utilizada desde início dos anos 1970 para tratamento da psoríase, parapsoríase, vitiligo e dermatite atópica. Utiliza-se radiação ultravioleta do tipo A (320 a 390 nanômetros) com uso medicamento psoraleno, método chamado PUVA, ou ultravioleta B, UVB (311 a 313 nanômetros) do qual não necessita nenhum medicamento oral durante a aplicação. A ação terapêutica do ultravioleta é anti-inflamatória e imunológica, provocando apoptose de células linfócitos T. A fototerapia pode ser associada a medicamentos sistêmicos espefícos para cada dermatose ou usada isoladamente.
Existem nas clínicas dermatológicas a cabine com várias lâmpadas de ultravioleta para o corpo todo ou painel e equipamentos que emitem radiação localizada para pequenas áreas, sempre sob supervisão médica. A fototerapia é diferente do bronzeamento artificial- proibido no Brasil- que além de não ser terapêutico, pode levar ao envelhecimento precoce e aumento do risco para câncer de pele.
Os raios ultravioletas são cumulativos na pele após a exposição solar sem proteção. Esse efeito pode ser somado aos tratamentos de fototerapia, podendo aumentar o risco para câncer de pele do tipo carcinoma. Porém esse risco só aumenta após aproximadamente 300 sessões com ultravioleta A (PUVA, mais carcinogênico) e após 1.000 sessões com UVB. O médico dermatologista deverá ficar atento a essa questão, especialmente nos portadores de vitiligo. Recomenda-se o uso dos fotoprotetores com FPS (para UVB) e proteção UVA diariamente e em todas as áreas expostas ao sol.